# Eriosyce setosiflora
Eriosyce setosiflora là một loài thực vật có hoa trong họ Cactaceae. Loài này được (F. Ritter) Katt. mô tả khoa học đầu tiên năm 1994.